# Canthidium dohrni
Canthidium dohrni là một loài bọ cánh cứng trong họ Bọ hung (Scarabaeidae).